# Suzie Kennedy
Suzie Kennedy (Londra, 29 gennaio 1977) è un'attrice, modella e cantante britannica principalmente nota in quanto sosia dell'attrice Marilyn Monroe.

## Biografia
La sua notevole somiglianza con Marilyn Monroe (anche per via delle stesse misure) ha portato Kennedy a interpretare il personaggio della diva in numerosi eventi e in varie produzioni, come pubblicità (per la Pepsi, per la Citroën o per la Guinness, Iberia Airlines e Rubinetterie Cristina, fra le altre) o documentari come Who Killed Marilyn Monroe?, un episodio della serie Revealed del 2003. Nel 2009 Suzie Kennedy ha interpretato il ruolo di Marilyn Monroe anche nel film italiano Io & Marilyn, diretto e interpretato da Leonardo Pieraccioni.

## Filmografia parziale

### Cinema
- Io e Marilyn, regia di Leonardo Pieraccioni (2009)
- La teoria del tutto, regia di James Marsh (2014)
- Blade Runner 2049, regia di Denis Villeneuve (2017)
- Maria, regia di Pablo Larraín (2024)

### Televisione
- Revealed – serie TV, episodio 2x01 (2003)
- JFK - Seven Days that Made a President, regia di Steve Webb – film TV(2013)
- Women Behind Bars, regia di Scott Thompson – film TV (2020)
- Caesar – serie TV, 4 episodi  (2021)